# Капова печера
Ка́пова пече́ра (рос. Капова пещера, Каповая пещера; башк. Шүлгәнташ) — карстова печера в Бурзянському районі Башкортостану, Росія. Печера комплексного (горизонтально-вертикального) типу простягання. Загальна протяжність - 2220 м. Глибина печери становить 73 м. Категорія складності проходження ходів печери - 2А. Найбільша з багатоярусних горизонтальних печер Башкортостану і Південного Уралу загалом, а також друга за глибиною після Кіндерлінської печери. Має статус геологічної (геоморфологічної) пам'ятки природи, історії та культури, входить до складу заповідника Шульган-Таш. Всесвітньовідома завдяки наскельним розписам доби палеоліту. Печера відноситься до Шульгано-Іргізлинського підрайону Бельсько-Нугуського району Південної області Західноуральської спелеологічної провінції.

## Етимологія
Об'єкт має кілька історичних назв: російські — Капова печера і Бі́льська пече́ра (рос. Бельская пещера), башкирські — Шульга́н-Таш (башк. Шүлгәнташ) і Шулюга́н (башк. Шүлюгән). З них у друкованих джерелах переважає назва «Капова печера», оскільки саме російські дослідники відкрили її для світової науки. Назва «Більська печера» рідковживана. Місцеве населення віддає перевагу етнічній назві «Шульган-Таш».
Офіційну назву виводять або від дієслова рос. капать — «крапати», оскільки в печері через високу вологість випадає конденсат, або від слова «капище», оскільки Шульган-Таш здавна мав культове значення для місцевих язичників. Назва «Більська печера» походить від назви річки Білої, на березі якої розташований вхід до підземної порожнини.
Башкирська назва «Шульган-Таш» має два витоки. Один з них — місцевий епос «Урал-батир» про братів-багатирів на ім'я Урал і Шульган, що уособлювали добро і зло, відповідно. За легендою брати побилися й Урал переміг Шульгана, однак не став його страчувати, а навіки запроторив до озера у підземній в'язниці. Шульган-Таш в перекладі з башкирської якраз і означає «шульганів камінь». Інший виток цієї назви більш прозаїчний. Вона могла утворитися просто від назви річки Підземний Шульган, яка в ній протікає. В свою чергу її назва є видозміненим словосполученням башк. су ульган — «вода померла» (в сенсі щезла, пішла під землю). Ця версія пояснює також і походження маловживаної назви «Шулюган».

## Опис

### Географія та геологія

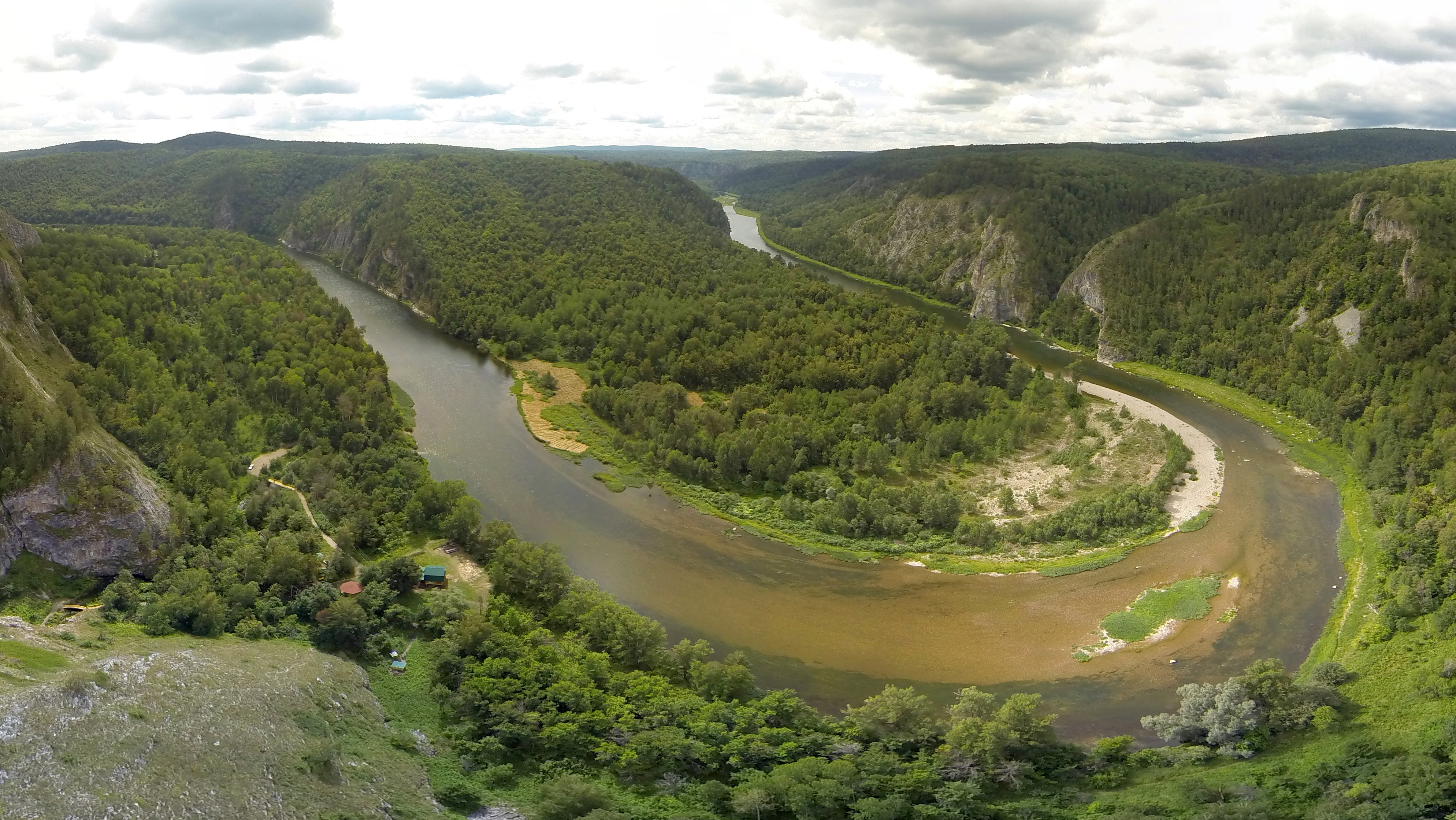
Краєвид Білої навпроти Капової печери.

Капова печера розташована в 4,5 км від села Акбулатово і в 3,5 км на південний схід від села Гадельгареєво в Бурзянському районі Башкортостану, що на території Росії. Вона знаходиться на заході Південного Уралу, на схилі гори Сарик-Ускан, в 150 метрах від берега Білої та на висоті 8 м над її рівнем, в тому місці, де течія річки різко змінює напрям. Місце розташування печери лежить у кварталі 51 заповідника Шульган-Таш, загалом закритого для відвідування, однак в окремому порядку туристів допускають до неї. За спелеологічним районуванням її відносять до Шульгансько-Іргізлинського підрайону Більсько-Нугуського району.
Капова печера утворена в карбонових хемогенних вапняках і доломітах візейського ярусу, в карстовому масиві заввишки близько 140 м. Її сформували тектонічні розломи в зонах контакту різновікових вапняків і підземних вод. За одними джерелами, протяжність ходів Шульган-Таша становить близько 2 км, печера має тільки два рівні, з'єднані 14-метровим карстовим колодязем. Однак це твердження слід вважати застарілим, оскільки спелеологи все ще знаходять нові ходи. Тому наразі актуальним слід вважати інше твердження: Капова печера — це слаборозгалужена триярусна спелеосистема протяжністю 3045 м з крупними залами та широкими галереями північного, північно-східного та північно-західного спрямування. Середня ширина ходів 7 м, а середня висота 7,6 м. Глибина печери складає 82 м, з урахуванням сифонових підводних порожнин вертикальна амплітуда сягає 162 або 165 м (її можуть помилково зазначати як глибину), площа становить 21 929 м², об'єм дорівнює 155 696 м³. Найнижчий ярус Капової печери знаходиться на сучасному рівні Білої і затоплений водами Підземного Шульгана. Другий відкритий для туристів, на ньому розташовані вхід до печери і три зали, з'єднані короткими галереями. Третій ярус доступний тільки науковцям. Найвідоміші частини Капової печери — зала Хаоса, зала Знаків, Купольна зала (усі на другому ярусі), Діамантовий грот і зала Малюнків (на третьому ярусі).
На підступах до Капової печери в окремій скелі можна побачити грот Сплячий мамонт. Його назва пов'язана з тим, що при певному освітленні це природне утворення обрисами схоже на мамута.

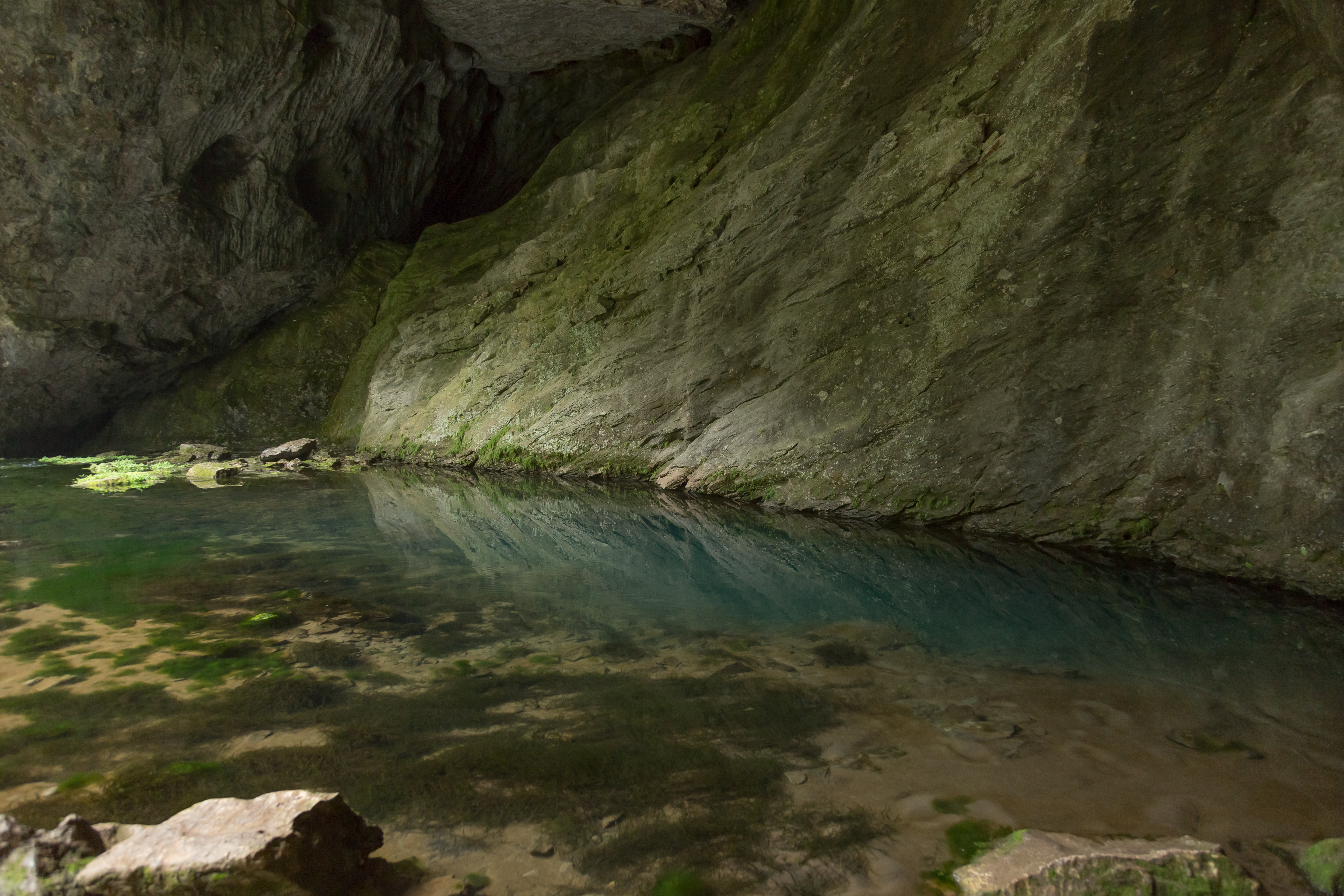
Блакитне озеро.

Вхід до печери являє собою величезну арку, над якою нависає скеляста порода завтовшки 30 м. У найвищій точці висота арки становить 21 м, а ширина складає 38 м. За іншими вимірами, висота вхідної арки не перевищує 18 м, але ширина сягає 48 м. За величезний розмір вхід до печери назвали Порталом. Біля східної стіни Порталу розташоване Кругле озеро завглибшки 6 м. В західній стінці Порталу знаходиться Голубиний грот, а біля нього Блакитне озеро, в якому, за переказом, був ув'язнений багатир Шульган. Пересічна глибина Блакитного озера складає 5,6 м, однак воно утворює сифон завглибшки до 82 м. Існують припущення, що це — лише розвідана глибина, а прогнозована може сягати близько 200 м. Блакитне озеро — виток річки Шульган, що б'є потужним джерелом. У печері вона утворює численні озерні сифони (в цій частині її називають Підземний Шульган), а ззовні за 2,5 км від входу знов іде під землю у карстовий розлом. Глибокий карстовий каньйон річки Шульган завдовжки близько 3 км переходить в суху долину з крупними карстовими лійками та озерами, він є нічим іншим як давньою частиною печери. В минулому порода, яка утворювала склепіння цієї частини Шульган-Таша, обвалилася і Підземний Шульган став частиною надземного річища.
Від Порталу Капової печери бере початок її Головна галерея північно-східного спрямування завдовжки 150 м, завширшки 20 м та заввишки від 5 до 8,5 м. Біля входу глиниста підлога цього ходу поросла рослинами і лишайниками. Галерея з'єднує наступні зали: Сталагмітову (завширшки 20 м, заввишки 15 м), Купольну (його ширина 35 м, а висота 15 м), залу Знаків (завширшки 18 м і заввишки 14 м) та залу Хаоса (завширшки 46 м, з висотою 16 м). У стелі Сталагмітової зали є отвір, що веде в галерею північного напрямку. Цей хід можна назвати каньйоноподібним, адже при довжині у 90 м і висоті у 15 м, він має лише 4 м завширшки. Своїм кінцем він виходить у так званий Вестибюль (завширшки 13 м і заввишки 8 м). У Вестибюлі є два виходи. Перший з них веде у західному напрямку до сліпого коридору завдовжки 70 м. Хоча коридор досить широкий (до 10 м), однак має нетипово малу для Капової печери висоту (2 м). Другий хід веде з Вестибюля до зали Малюнків завширшки 30 м і заввишки 20 м. Свою назву вона отримала через те, що саме в ній (разом із залою Знаків) вперше виявили наскельний живопис. Посередині східної стіни зали Малюнків є отвір, який веде до верхнього ярусу печери.
Третій ярус Шульган-Таша починається черговою каньйоноподібною галереєю північно-східного спрямування. Маючи довжину 60 м, ширину від 6 до 10 м і висоту 17 м, вона веде у наступні зали: Акустичну, чия ширина і висота ідеально дорівнюють одна одній (10 м), Овальну (завширшки 15 м, заввишки 4 м), Храм (завширшки 18 м, заввишки 15 м) і Верхню залу (завширшки 10 м, заввишки 15 м), на північ від якої знаходиться Діамантова зала. Ця порожнина відносно невелика (завширшки 8—14 м, заввишки 10—15 м), похила, має два ходи. Один з них прямує до Озерної зали, інший — до Нового відділу. Озерна зала довга (30 м), але відносно важка для проходження, адже при ширині 2—4 м у висоту не перевищує 1—2 м, цією залою тече струмок з каскадами, який з'єднується з Великим Верхнім озером. Розміри цієї підземної водойми істотні, при довжині в 60 м, озеро має ширину 12 м і глибину до 2,5 м. Новий відділ має такі розміри: довжина 25 м, ширина 3—3,5 м, висота 1—4 м. З ним поєднана Райдужна зала (завширшки і заввишки до 20 м), з якої можна потрапити до кількох цікавих порожнин. Зала Відлюдника (завширшки 5 м, заввишки 20 м) вирізняється численними кальцитовими натіками. Кришталева зала (завширшки 10 м, заввишки до 6 м) привертає увагу, по-перше, струмком, в якому кальцитові натіки утворили своєрідні невеликі греблі («гури»), по-друге, трубчастими сталактитами, довжина яких сягає 20—30 см. Ще одна Сталактитова зала веде у галерею, поєднану з Великим Далеким колодязем завширшки 10 м і завглибшки 30 м. Цей грандіозний «комин» з'єднує верхній ярус Капової печери із першим.

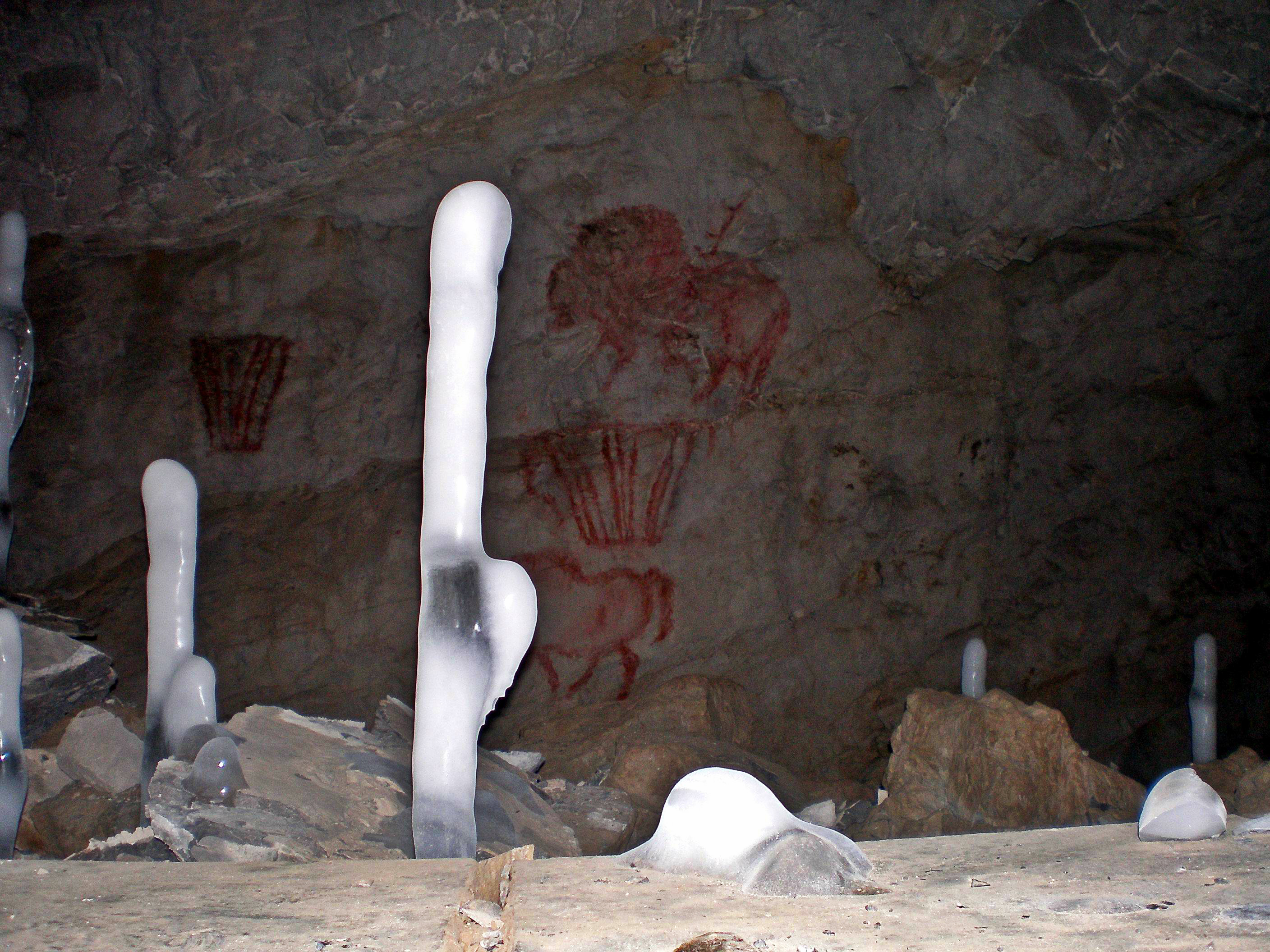
Льодяні сталагміти Шульган-Таша.

На найнижчому ярусі Шульган-Таша утворилися зали Провалля (завширшки 80 м, заввишки 20 м), Засифонна (завширшки 10—15 м, заввишки до 8 м) и Далека (завширшки 25 м, заввишки 10 м). Остання порожнина завершується ходом, загальна довжина якого складає 425 м), при цьому частина його затоплена.
Мікроклімат Капової печери прохолодний, дуже вологий. На другому ярусі нерівне низьке склепіння утворює бар'єр, завдяки якому глибші його частини ізольовані від дії зовнішнього повітря, яке надходить через просторий Портал. Завдяки цьому мікроклімат Шульган-Таша сталий, без помітних температурних коливань, температура в печері цілорічно становить 6—7 °C. В минулому для Капової печери були характерні різноманітні кальцитові утворення, однак наразі більшість з них зруйнована вандалами. Взимку в місцях крапання конденсату неподалік входу утворюються льодяні сталагміти і сталактити. У весняне водопілля Капову печеру затоплюють води Шульгана.

### Біота
В Каповій печері знайдені бактерії різних фізіологічних груп: сульфатредукуючі, нітрифікуючі, сіркоокисні, марганцеокисні, залізоокисні. Мікологічні дослідження виявили 38 видів мікроміцетів. Серед них є як корінні види (здебільшого пеніцили і мукори), так і інвазивні, занесені людиною.
Цианобактерій та водоростей різних груп (золотистих, зелених тощо) виявлено загалом 154 види. Мохи у Шульган-Таші ростуть біля входу. Вони представлені брієвими та маршанцієвими. Квіткових рослин у печері нема, причому відсутні не тільки природні вселенці, але й представники антропогенної лампової флори.
Досить різноманітний світ безхребетних тварин. Так, малощетинкові черви і нематоди мешкають у мулі печерних водойм, а поодинокі дощові черви, ймовірно, проникли сюди крізь тріщини у стінах. У підземних водоймах також присутні двостулкові м'якуни, черепашкові та веслоногі раки, а крихітні колемболи мешкають у печерному «ґрунті». Павукоподібні представлені акариформними і паразитиформними кліщами. Усі ці тварини настільки дрібні, що їх не можна побачити неозброєним оком. Однак у Каповій печері трапляються і великі комахи. Їх видове розмаїття незначне: жуки представлені турунами, лейодідами і жуками-хижаками, а двокрилі комахи — детритницями і грибними комарами. Три види колембол, знайдених у печері, описані як ендемічні для Шульган-Таша.
Фауна хребетних тварин своєрідна, як і в інших печерах світу. Наприклад, у підземних водах ловили тайменів, харіусів і мересниць. Всі ці риби типово місцеві, зазвичай мешкають у річці Білій, до того ж вони розмірами не відрізняються від звичайних річкових особин. З огляду на це припускають, що ці види не утворюють локальної печерної популяції, а потрапляють до вод печери через ще невідкритий підводний прохід (скоріш за все через озеро Блакитне). У Каповій печері двічі спостерігали жабу і тритона (по одній особині), які, імовірно, потрапили сюди з повеневими водами. В озерах поблизу Порталу постійно трапляються ропухи. Єдиними постійними мешканцями Шульган-Таша можна назвати кажанів. На верхньому ярусі печері оселились шість видів цих тварин: нічниці вусата, війчаста і Брандта, вухань звичайний і пергач північний. На середньому ярусі відмічали голубів та пронурків.

### Культурний шар
Капова печера була відома людям ще у кам'яну добу. В частинах, наближених до входу, вони жили постійно, а глибші зали мали культове значення. В пізніші часи башкири продовжували у ній поклонятися язичницьким божествам. Завдяки сакральності це місце було добре знаним місцевому населенню, але, водночас, мало відвідуваним. З цих часів згадки про печеру залишились у башкирських епічних творах «Урал-батир», «Акбузат» тощо.

Зображення мамута в Каповій печері. Фото з книги Лева Любимова «Мистецтво Давнього світу».

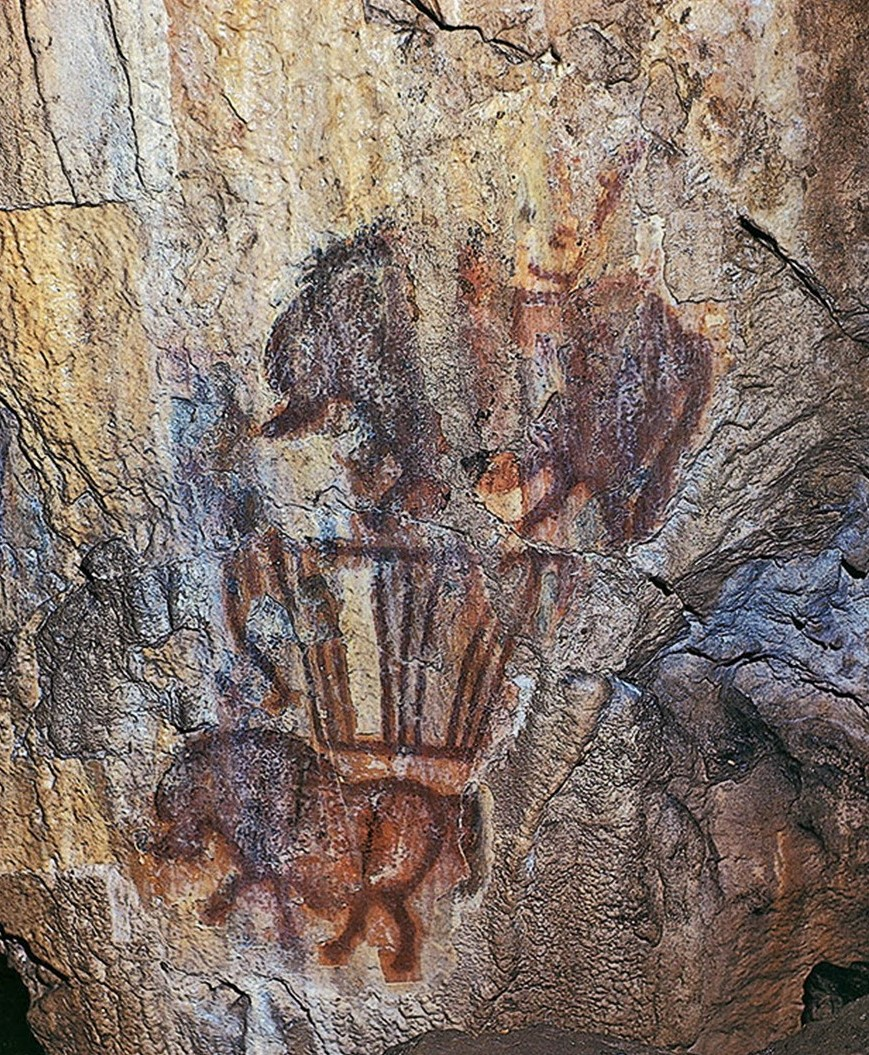
Зображення диких коней.

Першу письмову згадку про Капову печеру залишив у 1760 році дослідник південного Уралу, член-кореспондент Російської академії наук Петро Ричков. У 1770 році керівник однієї з наукових експедицій Іван Лепьохін описав її розлого і натхненно. Серед інших відомих геологів тут бували Олексій Антіпов і Дмитро Соколов. Двічі, у 1923—1926 та в 1931 роках, печеру досліджував професор Георгій Вахрушев. Однак справжній прорив стався після того, як її околиці включили до складу природоохоронної зони (на той час Прибільської ділянки Башкирського заповідника). 1959 року працівник установи Олександр Рюмін, пересуваючись печерою разом із двома місцевими мешканцями, знайшов наскельні малюнки і цим підтвердив наявність на Уралі центру палеолітичної культури. У своїй статті він не приховував захоплення майстерністю давніх виконавців, які зобразили на стінах Капової печери диких коней, турів, мамутів, носорогів. Це відкриття стало сенсацією у світовій археології. Окрім суто наукового значення воно на той час мало і певне ідеологічне підґрунтя, оскільки до нього всі палеолітичні розписи знаходили в країнах Західної Європи, що трактувалось як вищість європейської культури. Знахідка малюнків у Каповій печері в розпал холодної війни дала змогу СРСР заявити про відкриття нового центру прадавньої цивілізації.
Загалом разом з пізнішими дослідниками описано 206 зображень. Найбільший внесок у перші дослідження (1960—1970-ті роки) малюнків здійснили Отто Бадер і В'ячеслав Щелинський. Більшість з них О. Бадер датував радіовуглецевим методом у 16 500 — 19 500 років. Сучасні дані показують, що вік найновіших з них становить 14 500 років, а найстаріших, знайдених на третьому рівні, — 36 400 років. Це дає підстави говорити, що першими мешканцями печери були кроманьйонці, а більшу частину зображень створили представники солютрейської і мадленської культур. Основна частина малюнків нанесена червоною вохрою, замішаною на тваринному жирі, окремі — вугіллям і темною фіолетово-бурою фарбою. Окрім зображень вищеописаних вимерлих тварин серед малюнків є зображення хиж, драбин, антропоморфних фігур, а також окремих ліній (реліктові залишки зниклих малюнків). Унікальним є малюнок двогорбого верблюда — наразі це найстаріше зображення цієї тварини в світі.
У залі Знаків поряд з малюнками знайдено близько 200 кам'яних та 2 кістяних вироби, датованих 14 000 — 16 000 років. Більша частина цих предметів це знаряддя праці та прикраси, в тому числі і знаряддя праці давніх художників: шматки вохри і глиняна миска, в якій розтирали фарбу (за іншим припущенням це світильник).

## Використання
Якщо не рахувати палеолітичний період, коли в Шульган-Таш жили люди, протягом решти століть вона була поза господарським використанням. Сакральність цього місця змушувала башкирів виявляти до нього шанобу. Тільки під час місцевих війн у печері переховувались цілими аулами, однак це були не тривалі гостини, тому на час «відкриття» Петром Ричковим стан печери був цілком природним. Іван Лепьохін у своїх спогадах, датованих XVIII сторіччям, описував мальовничі сталактити надзвичайної краси.

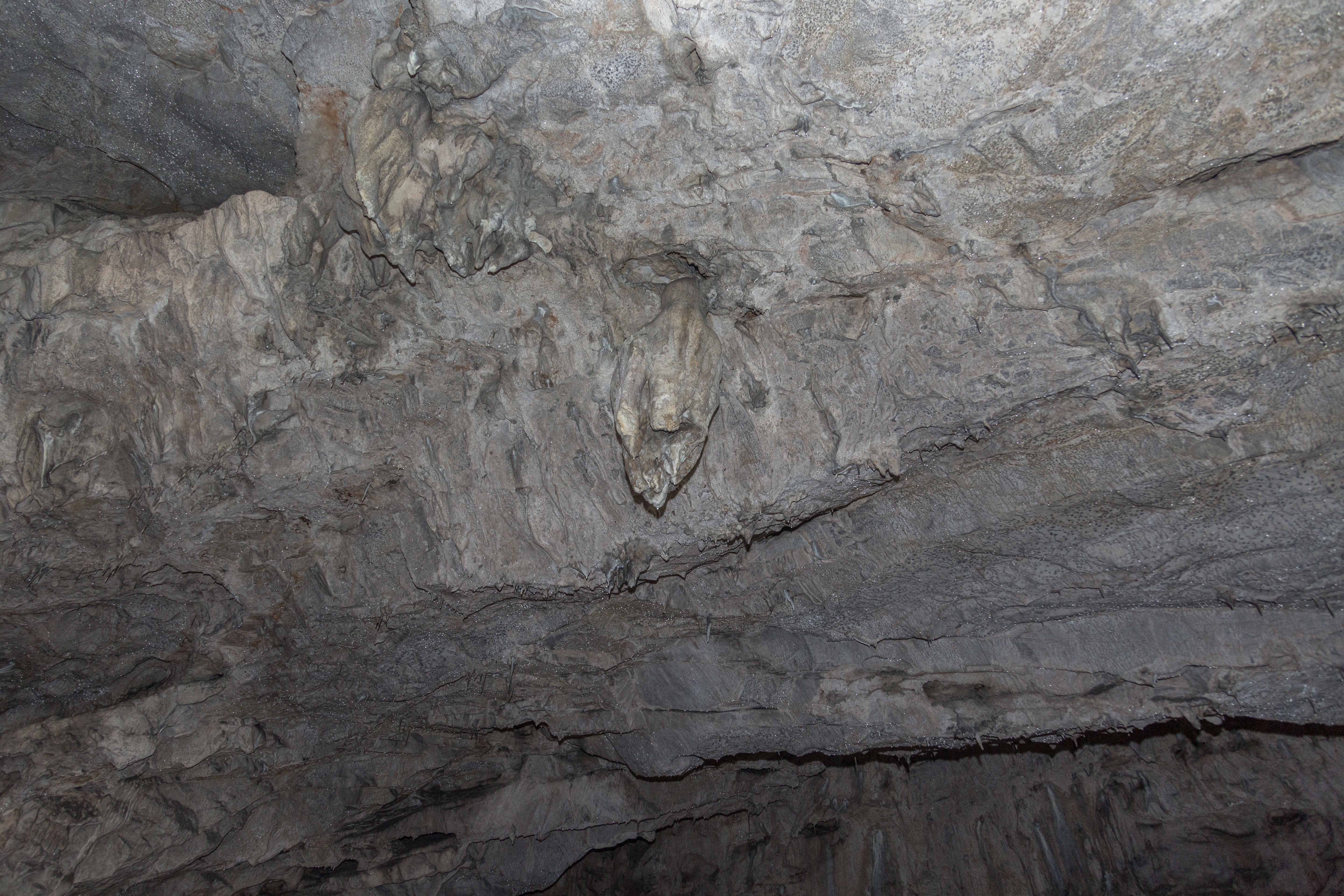
Залишки знищених сталактитів.

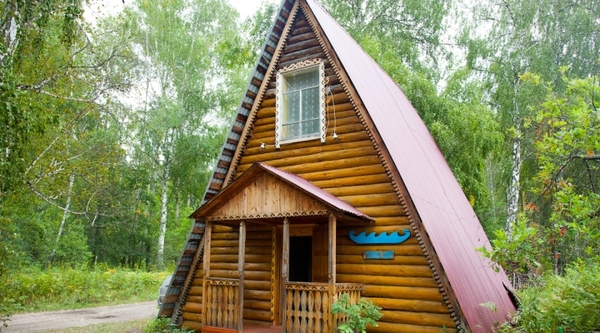
Музейний павільйон

Знахідка малюнків у Каповій печері відразу привернула до неї увагу численних науковців, спелеологів і звичайних туристів. Печера стала місцем масового відвідування, через що почала стрімко деградувати. Часта присутність відвідувачів призвела до зміни мікроклімату: стало тепліше у дальших залах, з'явилися інвазивні види грибів, активніше стала проявляти себе крапельна волога, подекуди вона навіть змила частину розписів. Крім того, малюнки страждали від вандальних написів, також туристи грабіжницькі зрізали практично усі кальцитові утворення.
Для збереження унікальної пам'ятки природи, історії та культури у середині 1970-х печеру закрили для туристів. Згодом доступ відновили, але вирішили його обмежити. Верхній рівень печери, а також дальші від входу зали закрили ґратами, тепер вони доступні тільки археологам. Туристам дали доступ до ближчих від входу залів, однак штучного освітлення не облаштували для запобігання розвиткові лампової флори. В ці ж зали 2003 року художниками-реставраторами Ермітажу були скопійовані ті малюнки, які стали недоступні для огляду. Оригінальні малюнки сфотографували, на їх основі створили інтерактивну панораму, яку демонструють у музеї заповідника. Незважаючи на це, проблема вандальних написів не зникла, актуальними залишаються і несанкціоновані розкопки. Для відстеження параметрів мікроклімату і запобігання несанкціонованим відвідинам у Каповій печері встановлене обладнання для спелеомоніторингу, працюють камери спостереження.
Береги озер складені глиною, випробувати цілющі властивості якої, приїжджають люди зі всього світу. Вода Блакитного озера насичена мінералами, на смак солона, непитна, але також вважається цілющою. Раніше в озері приймали лікувальні ванни, однак наразі купання в ньому заборонене. Туристична інфраструктура Капової печери включає також розташований поруч Музей бортництва із дослідною та демонстраційною пасіками. Бортництво є давнім і найвідомішим промислом Башкортостану, а околиці печери населяють башкирські медоносні бджоли, які славляться якістю меду.
Поблизу від Капової печери розташовані ще дві туристичні атракції: в 100 м від неї — водоспад Шульган, а далі за течією — печера Космонавтів.